# Paragaleodes spinifer
Espèce
Paragaleodes spinifer est une espèce de solifuges de la famille des Galeodidae.

## Distribution
Cette espèce se rencontre dans les monts Hissar, au Tadjikistan ou en Ouzbékistan.

## Publication originale
- Birula, 1938 : « Arachnides, Ordo Solifuga. » Faune de l'URSS, vol. 17, p. 175.